# 須崎東本線料金所
須崎東本線料金所（すさきひがしほんせんりょうきんじょ）は、高知県須崎市吾井郷甲にある高知自動車道の本線料金所である。

## 概要
須崎東インターチェンジ (IC) から四万十町中央IC方面の無料区間である須崎道路が供用されたため、2007年（平成19年）7月31日に須崎東IC料金所を廃止し、当施設が供用された。

## 料金所
ブース数 : 5

### 高知方面
- ブース数 : 2
  - ETC専用 : 1
  - ETC専用および一般またはETC・一般の可変式ブース : 1

### 四万十方面
- ブース数 : 3
  - ETC専用 : 1
  - ETC専用および一般またはETC・一般の可変式ブース : 1
  - 一般 : 1

## 隣
E56 高知自動車道
(13) 土佐IC - 土佐PA/スマートIC - 須崎東TB - (14) 須崎東IC